# معیارهای نرم‌افزارسنجی

## مجموعه معیارها
1. میزان پیشرفت نرم افزار
2. میزان منابع انسانی و انرژی سرمایه‌گذاری شده برای پروژه.
3. هزینه تولید نرم افزار
4. مشاهده نتایج نهایی نرم افزار.
5. گزارش‌های خطا و ایرادات پروژه.
6. ثبات و درستی و کامل بودن نیازمندی‌های سیستم.
7. ثبات حجم واندازه پایداری طول و عرض یک پروژه.
8. مقدار استفاده پروژه از منابع سخت افزاری کامپیوتر. = (همان require resource حداقل‌های سخت افزاری مورد نیاز)
9. آموزش در نظر گرفته شده پس از پیاده‌سازی محصول نرم افزاری.

## بررسی اجمالی روالهای پروژه
مدیریت مؤثر فرآیند توسعه نرم افزار (شناخت و طراحی و تولید و تست و نگهداری و...)نیازمندبه اندازه‌گیری و معیارهای مؤثر (برای اندازه گیری) روند (یا همان فرآیند) دارد.
این راهنما بررسی اجمالی معیارهای مجموعه‌ها، تجزیه و تحلیل‌ها و گزارش‌های خطا را ارائه می‌کند.
(البته) فقط معیارهای، میزان پیشرفت، مقدار منابع (و انرژی انسانی سرمایه‌گذاری شده)، و گزارش خطاو مشکلات برای (مدیریت)‌پروژه لازم هستند (اما) به هر حال دانشجویان باید با تمام معیارهای که در ذیل توضیح داده شده‌اند آشنایی پیداکنند.
معیارهای نرم افزار سنجی (یک سری) اطلاعات عددی مرتبط با فرآیند توسعه نرم افزار (شناخت، طراحی، تولید، تست، نگهداری و...)است.
این معیارها به صورت جدی فعالیت‌های مدیریت پروژه را پشتیبانی می‌کنند{در بر دارند}.
آن (معیارها)‌با چهار روش، عملیات مدیریت (پروژه) به شکل زیر ‌مرتبط هستند (و به ما کمک می‌کنند):
1. نقشه و برنامه ریزی: معیارها اطلاعات مورد نیاز (در خدمت) برای برآورد هزینه، برنامه آموزش برنامه منابع (انسانی و سخت افزاری، نرم افزارها و...)‌و بودجه ریزی هستند.
2. سازماندهی کردن: معیارهای اندازی‌گیری و زمانبندی در سازماندهی یک پروژه مؤثرند.
3. کنترل (پروژه): این معیاره‌ها به روند کنترل روندها و وضعیت‌های توسعه نرم افزار(....) مطابق با نقشه ما بهره‌برداری می‌شوند.
4. بهینه سازی: معیارها به عنوان ابزاری برای بهبودی فرآیند و شناسایی جایگاه مورد نیاز جهت تمرکز بهینه سازی منابع و سنجش میزان تأثیرگذاری فرآیند منابع بکار می‌روند.

کمیت این معیارهای (عددی) ویژگی میزان فرآیند یا محصول ما را نشان می‌دهند. معیارها می‌توانند به صورت مستقیم با کمیت‌های عددی نشان داده شوند یا اینکه از یک یا چند معیار واضح (که مقدار مشخصی دارند) دیگر بدست آیند (برگرفته شوند یا نتیجه‌گیری شوند). برای مثال معیارهای خام شامل تعداد خط‌های برنامه نویسی، تعداد صفحات مستندات، ‌تعداد نفر ساعت، ‌تعداد آزمون و تست برنامه، تعداد نیازمندیها، وغیره....
و معیارهای نتیجه‌گیری شده (بدست آمده از طریق فرمول)‌شامل نسبت تعداد خطهای برنامه‌نویسی به نفر ساعت کار شده، مقدار ایرادات در هر هزار خط برنامه نویسی، یا شاخص عملکرد هزینه (شاخص بازدهی).
شاخص هر مرحله به عنوان نماد نشان دهنده اطلاعات معیار بکار رفته که حاکی از میزان بهبود پروژه یا فرآیند توسعه نرم افزار (امکان سنجی، طراحی، تولید و...)‌در حال پیشرفت (یا در حال کار یا در حال تکمیل شدن)‌می‌باشد.
شاخص‌ها، معیار و مقیاس‌های مناسبی برای ارزیابی رفتار (روند رشد یا نقصان)‌پروژه یا میزان بهبود فرآیند به‌شمار می‌روند.
"در فارسی نمی گوییم همیشه نمی گوییم به شکل مناسبی، بعضی اوقات کلمه شکل را به قرینه معنوی حذف می‌کنیم. برای همین در اینجا نگفتم: مقیاسهایی به شکل مناسبی "
برای مثال: یک شاخص ممکن است رفتار مقیاس یا معیاری در طول زمان باشد یا نسبتی از دو معیار دیگر باشد.
ممکن است شاخص‌ها شامل مقایسه یک مقدار حقیقی در برابر نقشه باشند، ‌(یا) معیارهای پایداری پروژه، ‌یا معیارهای کیفیت باشند.
نمونه‌های از شاخص‌های بکار رفته در پروژه عبارتند از (مقادیرشاخص) واقعی (که در دنیای واقعی پروژه وجود دارد) در برابر فعالیت‌های کامل شده نقشه برنامه ریزی، (یا)‌در برابر تعداد کارمندان، ‌تعداد گزارش خطاهای نوشته شده و رفع شده و (یا)‌تعداد درخواست‌های تغییرات در طول زمان (پروژه) باشند.
(بعضی) شاخص‌ها هستند که به صورت مرتبط با دیگر شاخص‌ها برای ارائه تصور کاملتری از رفتار پروژه یا سازمان به کار می‌روند.
برای مثال: شاخص میزان پیشرفت در ارتباط با شاخص درخواست‌ها و شاخص انداز هاست.
هر سه (نوع)‌شاخص‌ها باید استفاده شده و با هم تفسیر شوند.

## مجموعه معیارها

### بهره وری منابع کامپیوتری
شاخص میزان بهروه وری منابع کامپیوتری (بهره وری سخت افزار) نشان می‌دهد که آیا نرم افزار مذکور مقدارمشخص شده در برنامه‌ریزی را استفاده می‌کند یا نه. منابع معمول کامپیوتر شامل سرعت پردازنده مرکزی (CPU)، ورودی خروجی ها(I/O) و حافظه اصلی (RAM)می‌باشند.
برای بعضی نرم افزارها، محدودیت‌ها تأثیر قابل توجهی در طراحی و پیاده‌سازی و تست محصول را اعمال می‌کنند. این محدودیت‌ها ممکن است در برنامه ریزی‌های دیگر، و طراحی‌های دیگر و به عنوان راهنمای منابع سخت افزاری مورد نیاز به صورت فراگیر مورد استفاده قرار گیرند.
......

### آموزش
شاخص آموزش به مدیران اطلاعاتی در مورد برنامه آموزشی و به میزان مهارت لازم کارکنان برای آموزش (کاربران) را نشان می‌دهد.
آموزش کارکنان و کارمندان الزامی است. مدیر باید اطمینان حاصل کند که کارمندان (شرکت تولیدکننده نرم افزار) مهارت لازم انجام امور محول را دارند. هدف از شاخص آموزش، ایجاد قابلیت نشان دادن میزان پیشرفت آموزش برای اطمینان حاصل کردن از بهره وری و تأثیرگذاری آموزش به مدیران پروژه‌های نرم افزاری همراه با شاخص‌های میزان مهارت کارکنانشان می‌باشد.
مدیر باید میزان انحراف کلاس‌های بگذار شده را از میزان تعریف شده در برنامه‌ریزی بررسی کند و میزان انحراف میزان آموزش کارکنان از میزان تعداد افرادی که در برنامه‌ریزی شده تعریف شده را نیز بازرسی کند.
میزان کیفیت برنامه آموزش نیز باید بوسیل برگه‌های ارزیابی دوره‌های تمام شده مشخص شود. تعداد درخواستهای باطل شده و تأیید شده نیز باید برای (ارزیابی) آموزش پیگیری (و ثبت) شود.
شکل شماره ۹ نموداری از مجموع حضور ماهانه پرسنل شرکت کنندگان در کلاس‌های آموزشی را نشان می‌دهد. این نمودار مجموع افراد پرسنل شرکت کنند در کلاس‌ها را نشان می‌دهد.